# Turma do Balão Mágico
A Turma do Balão Mágico (ou simplesmente Balão Mágico) foi um grupo musical infantil formado em 1982 originalmente por Simony, Tob e Mike. Seus álbuns venderam  5 milhões de cópias no Brasil. Originou o programa infantil Balão Mágico, exibido na Rede Globo entre 1983 e 1986.

## Integrantes
- Simony (1982-1986) - Simony foi a única integrante a ser considerada "líder" do Balão. Começou com apenas 5 anos, fazendo par no primeiro LP com Tob. Em 1986, o Balão acabou, e em 1987 fez par com Jairzinho. Simony iniciou a carreira aos 3 anos, quando começou a cantar no Raul Gil. Alguns anos depois, a CBS a chamou para participar do grupo e apresentou-a Tob. Após o 1° LP quase pronto, a dupla conheceu Mike Biggs,que se tornou o terceiro integrante do grupo.
- Tob (1982-1985) - Iniciou o grupo em 1982 junto com Simony e Mike, fazendo estrondoso sucesso; em 1985, saiu ao completar 14 anos. Tob e Simony formavam uma dupla inicialmente, e, com várias músicas românticas ao longo dos 3 LPS em que ele participou, os dois ficaram sendo o casal do grupo. No segundo semestre de 1985, a CBS retiraria Tob da banda, por considerar este muito crescido para a função; Estava mais alto que as outras crianças e passando por mudanças de voz. A reação do público, porém, não foi boa quanto a saída do integrante. Quando o Tob saiu, a responsabilidade pelo par romântico ficou com Jairzinho, e esse par durou 2 LPS (Mais tarde formaram uma dupla). Tob entrou no Balão graças a seus dotes musicais, que desenvolvera desde pequeno. Para entrar na banda, ele fez um teste e conseguiu. Em 1985, gravou junto com a Turma uma música para o LP Grandes Nomes da MPB Especial.[4]
- Mike (1982-1986) - filho de Ronald Biggs (1929-2013). Iniciou o grupo em 1982 junto com Simony e Tob, e continuou até o final do grupo, apesar de sua pouca participação no último LP. Mike entrou para o Balão graças a uma grande aventura, já que seu pai,que já era internacionalmente procurado fora sequestrado e Mike fez um apelo pela tv para que libertassem Ronald Biggs. O plano deu certo e o pela repercussão do caso,ele foi convidado para entrar no grupo .[5]
- Jairzinho (1984-1986) - filho do cantor Jair Rodrigues (1939-2014), iniciou em 1984 e continuou até 1986. Com a saída de Tob, Jairzinho ficou com o vocal principal. Jairzinho ficou famoso após um show no Maracanã, que iria fazer com Pelé, mas acabou fazendo-o sozinho. E conquistou o público.[6]
- Ricardinho (1985-1986) - substituiu Tob, mas teve pouca participação efetiva no grupo. Na maioria das músicas do quarto disco, Ricardinho faz apenas parte do coro de determinadas músicas: Tic Tac, Trem Mineiro, entre outras. Existe também uma música extra com Fábio Júnior em que Ricardinho tinha uma participação mais proeminente, algo raro durante seu período no grupo.[7]

## A História

### Início do grupo e primeiro álbum
Em 1981, Simony Benelli aparecia na televisão cantando no programa Raul Gil. Por causa da resposta positiva do grupo, Simony (então com 5 anos de idade) foi convidada por Tomas Muñoz para formar um grupo musical. No mesmo ano, Vímerson Cavanillas Benedicto se apresentava em shows de calouros e fazia sucessos em comerciais e desfiles. Quando soube que iriam fazer um grupo infantil, seu irmão o levou para fazer um teste na gravadora. Tendo passado, foi imediatamente convidado para formar uma "dupla" com Simony, que já tinha aceitado.
Tendo o grupo em mãos, a gravadora tratou de gravar o disco imediatamente, escalando Edgard Poças para fazer as letras do grupo, impondo para que ele "traduzisse" letras que faziam sucesso no exterior.
Aceitando a proposta, Edgard tentou driblar o que a gravadora falou, pegando o ritmo das músicas e criando as próprias letras, misturando com algumas letras de músicas famosas brasileiras. Nascia: "A Turma do Balão Mágico". Pouco tempo depois, após o disco ter sido terminado, Ronald Biggs fora sequestrado para o Caribe, e o seu filho, Michael Biggs fez um apelo em rede nacional para trazerem seu pai de volta, comovendo o Brasil. Munõz chamou então Ronald e perguntou se Michael sabia cantar, tendo como resposta que o filho só sabia cantar "Oh, Suzana", quando brincava. Em reposta, Munõz retirou uma faixa do disco e gravou um solo com Michael, que recebeu o carinhoso apelido de Mike.
Vímerson Cavanillas era um nome muito complicado para as crianças decorarem, então a gravadora pegou a última sílaba de seu último nome (Benedicto) e juntou com a primeira, formando então "Tobe", ou Tob.
Tendo os três garotos, a gravadora lançou o disco em 1982, que vendeu mais de 1 milhão cópias. Havia também uma máscara de palhaço como brinde no LP. O Balão Mágico passou então a fazer uma série de shows pelo Brasil, acompanhados de uma gigantesca equipe técnica e palhaços.

### Segundo álbum e programa na Globo
Graças ao enorme sucesso que o 1º disco tinha alcançado, a CBS transformou o grupo em sua prioridade e Munõz se encarregou de montar um segundo álbum, chamando novamente Edgard Poças para montá-lo. O repertório se focava mais na escola, nos amigos e romance (evolução concedida por Edgard para acompanhar o crescimento das crianças). Edgard recebeu orientação para fazer um disco mais pop e dançante, com poucos elementos de MPB. Toda vez que tentava incorporar o gênero nos arranjos, era recebido com comentários do tipo "Ih! Lá vem o Tom Jobim". Foram chamadas participações especiais de renome, como Djavan (na faixa "Superfantástico"), Baby Consuelo ("Juntos") e um arranjo melhorado. Lançado em setembro de 1983, o disco bateu um recorde: Só na semana de Natal, o disco vendeu mais de 1 milhão de cópias, crescendo a cada vez. O sucesso foi tão grande que o Balão tinha ganhado um programa na Rede Globo (em Março de 1983) recebeu um grande "upgrade", com mais desenhos, tempo de duração, etc. Também foi no Balão Mágico que Orival Pessini criou um personagem só para crianças e que até hoje é referência nacional para todas as idades, surgiu então, o inesquecível e saudoso Fofão, um ser alienígena e intergalático, mistura de homem, cachorro, porco, palhaço, E.T. e etc.

### Novo integrante e terceiro álbum
Com um recorde em mãos e a proposta de programa diário na principal emissora do país prontamente aceita, A Turma do Balão Mágico preparava-se para este momento, em meio à shows e apresentações em programas, para lançar um novo álbum. Para o novo repertório, a gravadora procurava uma nova integrante, para estrear junto à nova fase do Balão. Durante esta preparação um fato aconteceu na  Itália, Jair Oliveira cantou em programa de televisão com o pai, Jair Rodrigues, o sucesso "Io e Te". No retorno ao Brasil, Jair Rodrigues já tinha um compromisso agendado com o jogador Pelé. Com o cancelamento da participação de Pelé, o garoto teve de cantar sozinho, deixando a multidão boquiaberta. A gravadora aproveitou a situação e o convidou para ser integrado ao grupo e assim ele ocupou o lugar que seria de uma garota, na estreia do programa Jair Oliveira, apelidado de Jairzinho,era a grande novidade. No mesmo ano, Simony foi crucial para o retorno das atividades do grupo Os Trapalhões como um quarteto.
As crianças estavam crescendo rápido; Tob, então com 13 anos, não cabia mais como músicas infantis, ao mesmo tempo que Simony (8) e Mike (10) também cresciam. Sabendo disso, a CBS decidiu repaginar o grupo e convidou Edgard Poças  para produzir o novo disco, e este fez então um repertório com músicas voltadas para adolescente. Para a grande aposta romântica do disco, foi gravada a música "Se Enamora", sucesso no exterior (El Amore) e também importada para cá. Com Tob e Simony como intérpretes principais, o disco teve 12 músicas e foi adicionado um teatrinho para montar como brinde. 
Em setembro de 1984, o terceiro álbum da Turma do Balão Mágico estreava. Para a maioria, o melhor álbum do grupo. O álbum bateu um novo recorde,e seus hits não paravam de tocar nas rádios e na TV. O Balão finalmente tinha alcançado sucesso absoluto, e reinava no público infantil/juvenil. A demanda por novos shows aumentou,juntamente com a audiência do programa de televisão.Com todo esse sucesso, o Balão ainda protagonizou uma propaganda para vacinação contra a Raiva. No mês seguinte, celebrando o mês da criança, a Rede Globo exibiu um especial da Turma do Balão Mágico, intitulado de A Turma do Balão Mágico em Amigos do Peito, que foi um programa de Augusto César Vannucci, teve criação de Stil, Edi Newton e Paulo Netto, redação de Wilson Rocha, direção de Paulo Netto. Augusto César Vannucci ainda foi o diretor geral do programa.
Com todo esse sucesso, o que os produtores não sabiam era que o ano seguinte seria um ano de intensas mudanças profundas na banda, que acabariam por levá-la ao fim da intensa e bem-sucedida carreira.

### Saída de Tob e quarto álbum
Após o estrondoso sucesso da Turma do Balão Mágico no ano anterior, a CBS apostou tudo na banda. O programa alavancava altos índices de audiência, e o terceiro álbum ainda batia recordes de vendas. A Som Livre reuniu os maiores membros da MPB para uma gravação de um disco especial em comemoração a este estilo, dentre eles o Balão Mágico. No mesmo ano, Tob, então com 14 anos, passava por uma brusca mudança de voz, engrossando-a rapidamente. O disco da MPB foi gravado, e o Balão fez uma regravação da música "A Banda", de Chico Buarque. 
Alcançando cada vez mais sucesso, o quarto LP começara a ser produzido e montado. No programa, as brincadeiras continuavam e a audiência não parava de subir. Mas no segundo semestre de 1985, o Balão sofria uma grande baixa; Devido à mudança de voz e ao crescimento súbito do integrante, a CBS retiraria Tob do Balão Mágico e do programa da TV Globo, substituindo-o então por Ricardinho, um novo integrante de 10 anos que estreara no grupo. Com a baixa repentina e um LP em produção, Simony, Jairzinho, Mike e Ricardinho gravaram o 4º disco. O LP foi um sucesso comercial, com os brindes sendo um cheque para abrir uma poupança na Caixa e um carrossel para montar. Apesar do sucesso em público e vendas, o Balão começou a perder o gás, tendo ainda que sofrer as consequências da nova formação. 
A Rede Globo exibiu um especial da Turma do Balão Mágico, intitulado de A Turma do Balão Mágico Nº 2. O Especial foi um programa de Augusto Cesar Vannucci, redação de Daltony Nóbrega e Stil,redação final de Wilson Rocha,edição de João Henrique Schiller, direção de imagens de Vicente Burger, direção de Paulo Netto e direção geral de Augusto Cesar Vannucci.
As vendas começaram a declinar, e, com os integrantes crescendo rapidamente, o ano de 1986 marcaria o fim da Turma do Balão Mágico.

### Quinto álbum e fim do grupo
Em março de 1986, Mike e Ricardinho decidiram deixar o grupo, após Simony assinar com a Rede Manchete para apresentar um programa solo, o Nave da Fantasia. Com isso, a Globo contratou Ticiane Pinheiro para apresentar o programa no lugar do grupo, formato que durou apenas três meses e foi substituído pelo Xou da Xuxa. No lugar de Mike e Ricardinho, Luciana Mello, irmã de Jairzinho, e Luciana Benelli, prima de Simony (que participava do programa), entraram para o grupo, após o lançamento do quinto e último álbum, A Turma do Balão Mágico, em outubro de 1986 antes de encerrar as atividades.

### Retorno em 2018
Em 2018 Mike, Tob e Simony realizaram uma turnê para comemorar os 35 anos do grupo, passando por diversas cidades do Brasil. Em 2023, o serviço de streaming Star+ lançou uma minissérie documental contando a história do grupo, A Superfantástica História do Balão Mágico, dirigida por Tatiana Issa.

## Discografia

### Álbuns de estúdio
| Ano  | Detalhes do Álbum                                                         | Sucessos                                                                                              | Vendas        |
| ---- | ------------------------------------------------------------------------- | --- | ------------- |
| 1982 | A Turma do Balão Mágico - Gravadora(s): CBS Records - Formato(s): LP e K7 | - "A Galinha Magricela", "Baile dos Passarinhos", "O Trenzinho", "Charleston", e "Tem Gato Na Tuba"   | - : 600.000   |
| 1983 | A Turma do Balão Mágico - Gravadora(s): CBS Records - Formato(s): LP e K7 | - "Superfantástico", "Ursinho Pimpão", "Amigo e Companheiro", "Juntos", "Ai! Meu Nariz", e "Mãe-Iê".  | - :1,100,000  |
| 1984 | A Turma do Balão Mágico - Gravadora(s): CBS Records - Formato(s): LP e K7 | - "Amigos do Peito", "Se Enamora", "É Tão Lindo", "Quadrinhas e um Refrão". e "Me Dá Um Dinheirinho". | - : 1,500,000 |
| 1985 | A Turma do Balão Mágico - Gravadora(s): CBS Records - Formato(s): LP e K7 | - "Barato Bom É Da Barata", "Tic Tac", "Não Dá Para Parar A Música", e "Chega Mais Um Pouco"          | - :1,000,000  |
| 1986 | A Turma do Balão Mágico - Gravadora(s): Som Livre - Formato(s): LP e K7   | - Roda Roda Pião; Boa Vida; Salsita;O Que Cantam As Crianças; Menina;Paratchibum e Felicidade.        | - :600,000    |

### Compilações
| Ano  | Detalhes do Álbum | Informações |
| ---- | --- | --- |
| 1986 | Os Grandes Sucessos - Gravadora(s): CBS Records - Formato(s): LP                                                                           | - Maiores sucessos dos cinco álbuns de estúdio do grupo.                                                                                          |
| 1999 | As Melhores Músicas da Turma do Balão Mágico - Lançamento: 1999 (CD); 2003 (CD+DVD) - Gravadora(s): Sony Music - Formato(s): CD e CD + DVD | - CD com maiores sucessos do grupo e DVD com clipes e bônus.                                                                                      |
| 2000 | 21 Grandes Sucessos - Gravadora(s): Columbia - Formato(s): CD                                                                              | - Edição da série XXI da gravadora Columbia Records,com 21 músicas do grupo.                                                                      |
| 2014 | A Turma Do Balão Mágico ‎– Edição Especial - Gravadora(s): Sony Music - Formato(s): CD                                                      | - Box comemorativo que traz os três primeiros álbuns do grupo, pela primeira vez em CD. Os discos vem uma embalagem do tamanho de uma capa de LP. |

## Documentário
Em 12 de Julho de 2023, o streaming de vídeo Star+ lançou o documentário "A superfantástica história do Balão". Dirigido por Tatiana Issa e Guto Barra, os mesmos de Pacto Brutal - O Assassinato de Daniella Perez, o documentário conta a história do conjunto que foi o precursor dos conjuntos de sucesso infantil lançados na década de 1980 e sua influência nos artistas infanto-juvenis na época. O mesmo contou com depoimentos dos integrantes da formação original, Simony, Tob, Mike e Jairzinho, bem como familiares, produtores da CBS e TV Globo como Nilton Travesso e Boni, e também uma participação de Juninho Bill, integrante de outro conjunto, o Trem da Alegria, que chegou em 1985. O documentário não menciona a outra formação do grupo, em 1988. 

## Grupos derivados

### Nova Turma do Balão Mágico
Em 1988 surgia uma nova formação do grupo intitulada Nova Turma do Balão Mágico, com as gêmeas Natanna e Tuanny (filhas da cantora Adriana) e Rodrigo, irmão de Vanessa, do grupo Trem da Alegria. O grupo fez sucesso, vendendo mais de 300.000 cópias do primeiro LP. A proposta do grupo era fazer canções para crianças a partir de 2 anos de idade, diferente de grupos como Trem da Alegria que visava um público mais infantojuvenil. Com o declínio da música infantil no país, o grupo encerrou as atividades por volta do ano de 1991, após divulgação do segundo disco que teve tiragem inicial de 80 mil cópias.
Discografia
| Ano  | Detalhes do Álbum                                                                         | Singles                                                                                  | Vendas                      |
| ---- | ----------------------------------------------------------------------------------------- | ---------------------------------------------------------------------------------------- | --------------------------- |
| 1988 | A Nova Turma do Balão Mágico - Gravadora(s): CBS Records - Formato(s): LP, K7 e Streaming | 1. "A Bruxinha" 2. "Balão Criança" 3. "Meninos e Meninas" 4. "Forças Armadas da Alegria" | - :300,000                  |
| 1990 | A Turma do Balão Mágico - Gravadora(s): CBS Records - Formato(s): LP, K7 e Streaming      | 1. "Quem Não Sabe Assoviar" 2. "Bicho Ruim" 3. "Amigo Planeta"                           | - :80,000 (tiragem inicial) |

### Galera do Balão
Em 2002, no Domingo Legal, então apresentado por Gugu Liberato, uma nova formação era lançada, a qual trazia como integrantes Renan Ribeiro, Bianca Alencar, Daniel Garcia e Gabriela Milani. Por questões de registro, o nome do grupo foi alterado para Galera do Balão. Gravaram um CD, regravando alguns clássicos da formação original como Superfantástico e Amigos do Peito, entre outros. O grupo terminou em 2003.